# Carl Brandan Mollweide

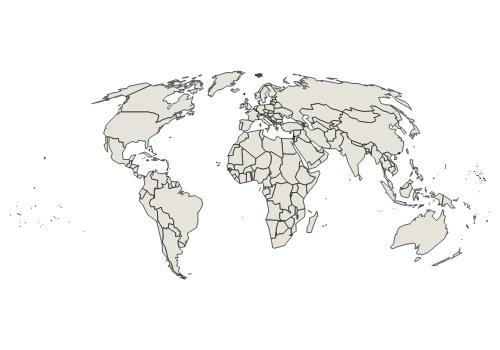
Mapa světa podle Mollweida

Carl Brandan Mollweide (3. února 1774, Wolfenbüttel – 10. března 1825, Lipsko) byl německý matematik a astronom.

## Životopis
Studoval na univerzitě v Halle. Od roku 1811 pracoval na univerzitní observatoři v Lipsku. V roce 1812 byl jmenován profesorem astronomie a v roce 1814 profesorem matematiky. V letech 1820 až 1823 působil jako děkan filosofické fakulty.
Je po něm pojmenováno Mollweidovo zobrazení, které sám navrhl.